# Na Knížecí (Smíchov)
Na Knížecí je prostranství v Praze-Smíchově, na kterém se nachází terminál městské i dálkové autobusové dopravy. Terminál je ohraničen ulicemi Nádražní, Ostrovského, Stroupežnického a Za Ženskými domovy a je propojen s jižním vestibulem stanice metra B Anděl. Kolem areálu procházejí dvě tramvajové tratě, jejichž blízké zastávky mají rovněž název Na Knížecí. Název zastávky MHD „Knížecí“ je doložen například v roce 1948 (před druhou světovou válkou byla v této lokalitě zastávka Vltavská).
Do budoucna se zde počítá s odstraněním autobusové a vlakové stanice a adaptací na náměstí.

## Popis

### Stav objektu v září 2021

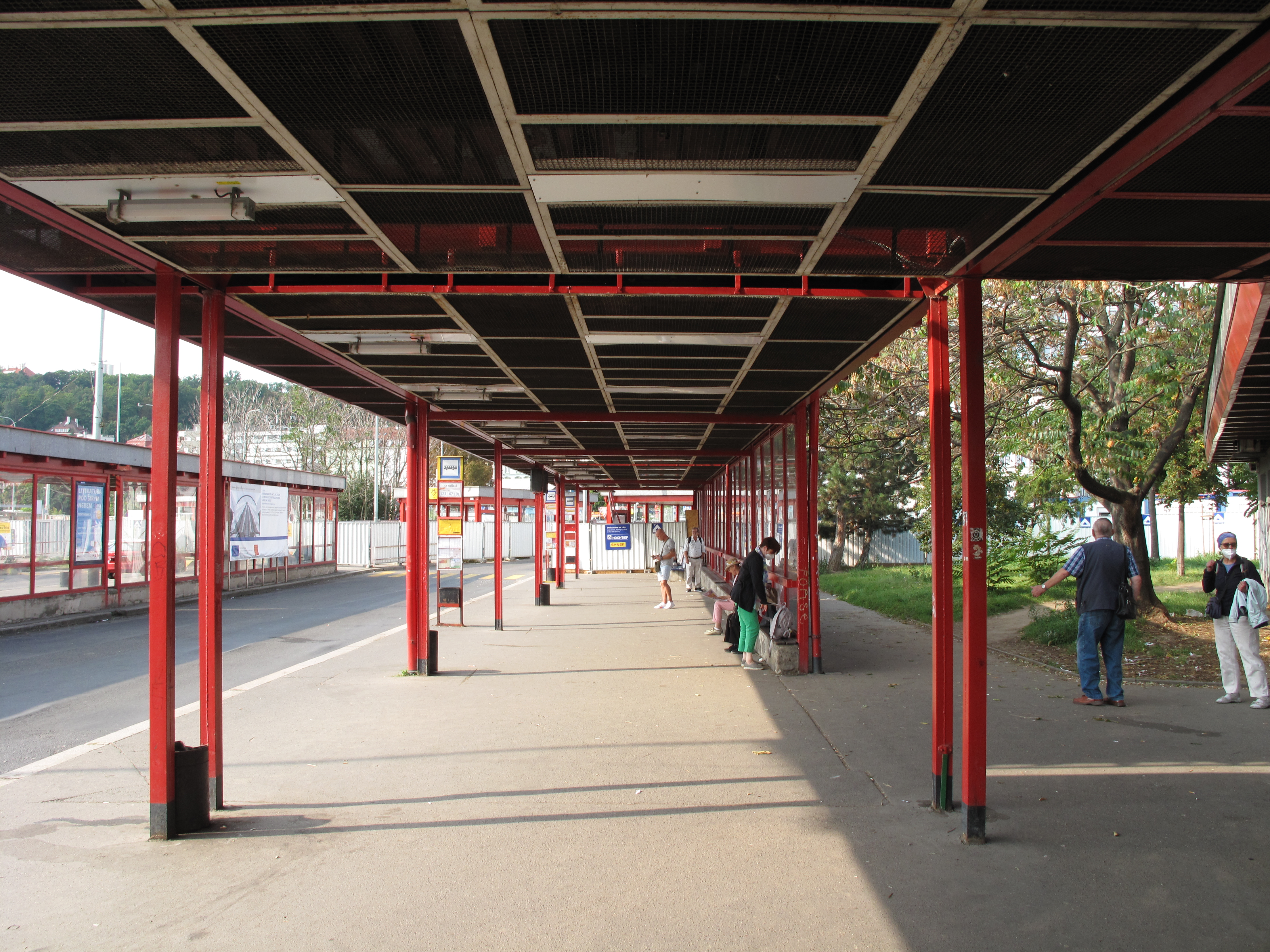
Pohled na zastřešení prvního nástupiště směrem od západu

Autobusové nádraží stojí na půdorysu obdélníku orientovaného zhruba ve směru východ-západ. Skládá se z části nástupišť (západní polovina) a stání pro autobusy (východní polovina). První dvě nástupiště směrem na sever slouží městské hromadné dodpravě, třetí terminál na jižní straně pak meziměstské a přestupu na tramvaj. Ke všem třem nástupištím je vyústěn vestibul stanice metra Anděl, v prvních dvou je eskalátor a schody, v posledním pouze schody. Tyto výstupy z metra jsou zastřešeny a svým vzezřením odpovídají střechám nad jednotlivými nástupišti, které jsou umístěny šikmo na ně.
Zastřešení prvního nástupiště tvoří v půdorysu tři obdélné dílce orientované z jiho-západu na severo-východ, u druhého a třetího nástupiště se jedná pouze o dílce dva. Mezi dílci je mezera bez zastřešení využitá pro umístění lam veřejného osvětlení. Kryt nástupiště není napojen na kryt výstupu z metra. Ke střeše prvního nástupiště je ještě připojen objekt, který je z jeho severo-východní části veden zpět na západ a má obdélný charakter. Vzniká tak v půdorysu nedokončené písmeno V, v jehož rozevření se nachází zeleň. Tato část byla projektována jako dispečerské stanoviště, toalety a další zázemí dopravního podniku.
Samotnou konstrukci tvoří ocelové nosníky, na nichž je uchycena plochá střecha. Prstenec střechy je obložen žulovými deskami. Původní zasunutá světla za kryt stropu ve formě pletiva byla nahrazena novými světly. Celá konstrukce je natřena cihlově červenou barvou. Zadní část každé strany nástupiště je prosklena, je zde malý sokl pokrytý dřevěným prknem a určený k sezení. Nad ním je kovové madlo. Stavba má dole kabřincové obložení a je omítnuta. Dispečerské stanoviště je od zbytku budovy odděleno průchodem, jehož podlaha je vydlážděna dlažební kostkou.

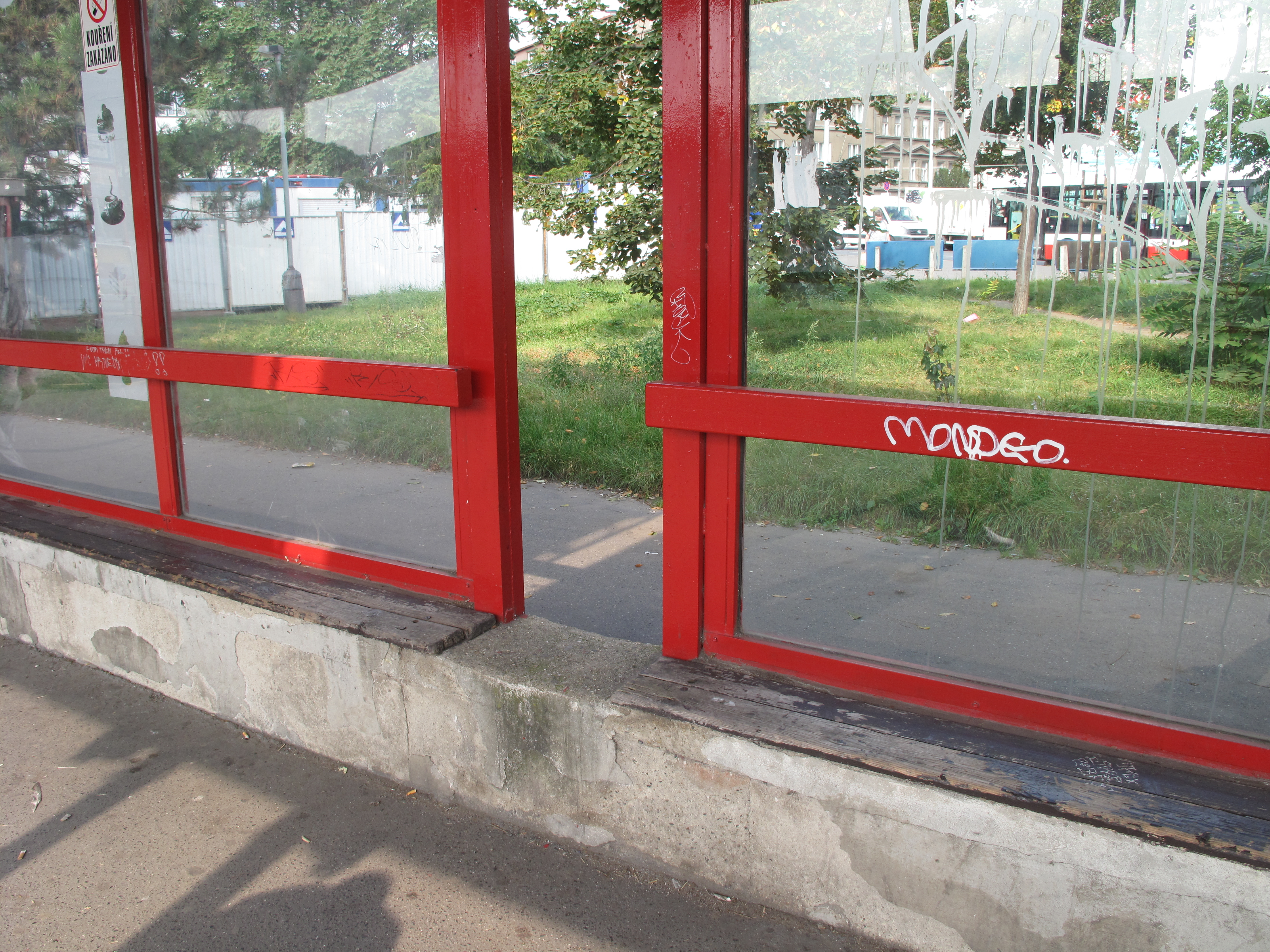
Pohled na prosklenou severní stěnu prvního nástupiště se sedacím soklem, madlem a průchodem mezi jednotlivými dílci zastřešení

Na prvním nástupišti se nalézají tři odjezdová místa, na druhém a na třetím se původně nalézala dvě.
V září 2021 nebyl možný vstup do metra, protože výstupy z metra byly v rekonstrukci. Za těmito výstupy se nacházejí pozůstatky železniční vlečky spojující bývalou fabriku Tatra se Smíchovským nádražím.
Ke stání pro autobusy městské hromadné dopravy se vjíždí z ulice Ostrovského, kde je i nezastřešená výstupní stanice. Autobusy pak od nástupišť odjíždí do ulice Stroupežnického. Meziměstská autobusová doprava pak vjíždí na stání z ulice Stroupežnickéh, respektive Za ženskými domovy a pro opuštění se musí otočit a vyjet stejným směrem. Meziměstské dopravě slouží ještě další stání umístěné v ulici Stroupežnického a Ostrovského.

## Historie

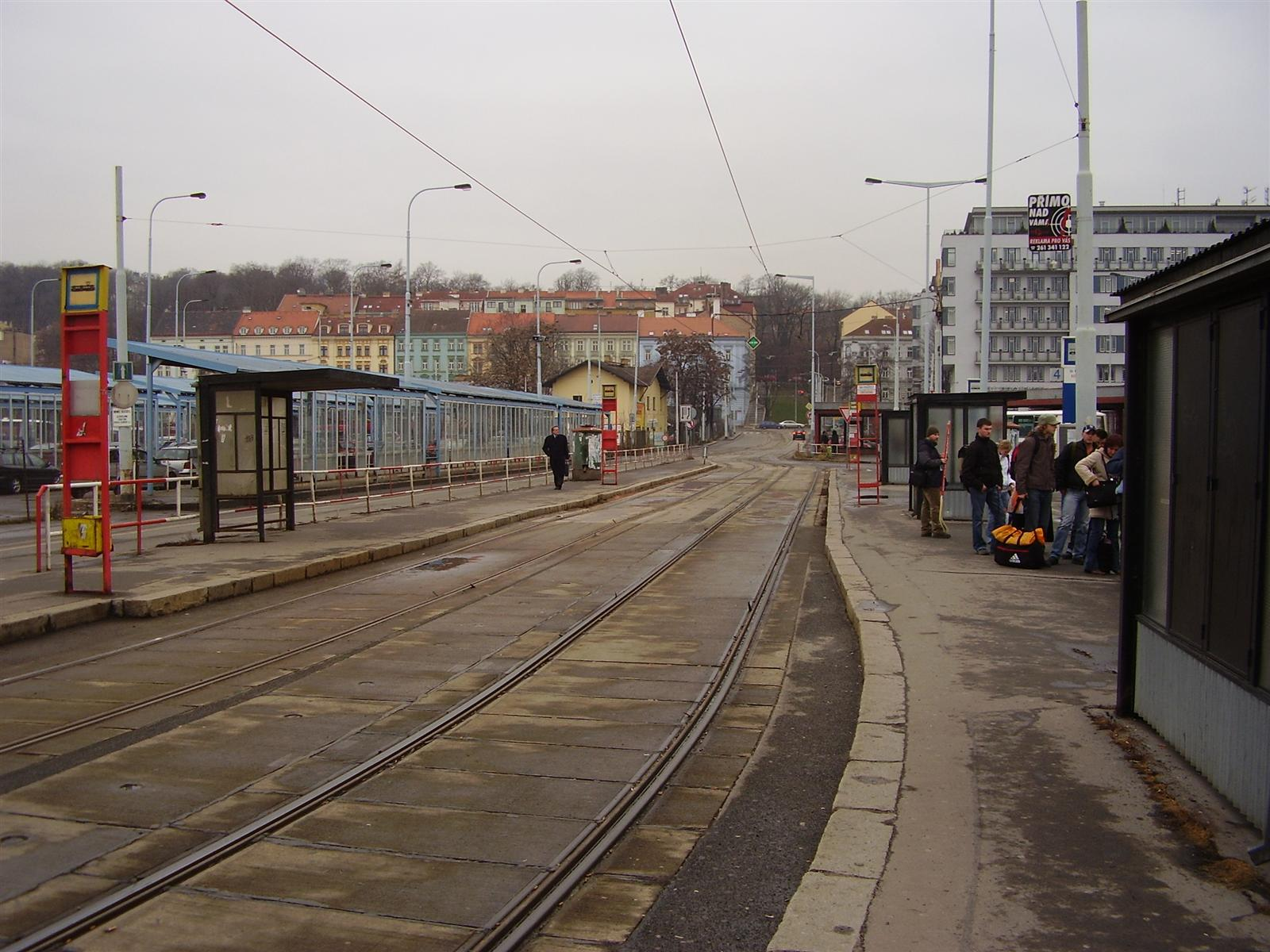
Tramvajové nástupiště, po pravé straně stání č. 5 až 3 pro meziměstské autobusy

Autobusový terminál byl otevřen s názvem „Moskevská“ v roce 1985 současně se zprovozněním linky metra B. V té době se skládal ze dvou částí. Před jeho zprovozněním byly Košíře obsluhovány z nedaleké Bozděchovy ulice a Strahov z Karlova náměstí a Jiráskova mostu Holečkovou ulicí.
Ze tří samostatně podchodem přístupných nástupních hran se zastřešenými čekacími plochami odjížděly autobusy MHD, které obsluhovaly, stejně jako dnes, Strahov, Košíře a Jinonice ale také zajišťovaly vysokokapacitní obsluhu nově vznikajících sídlišť Jihozápadního Města.

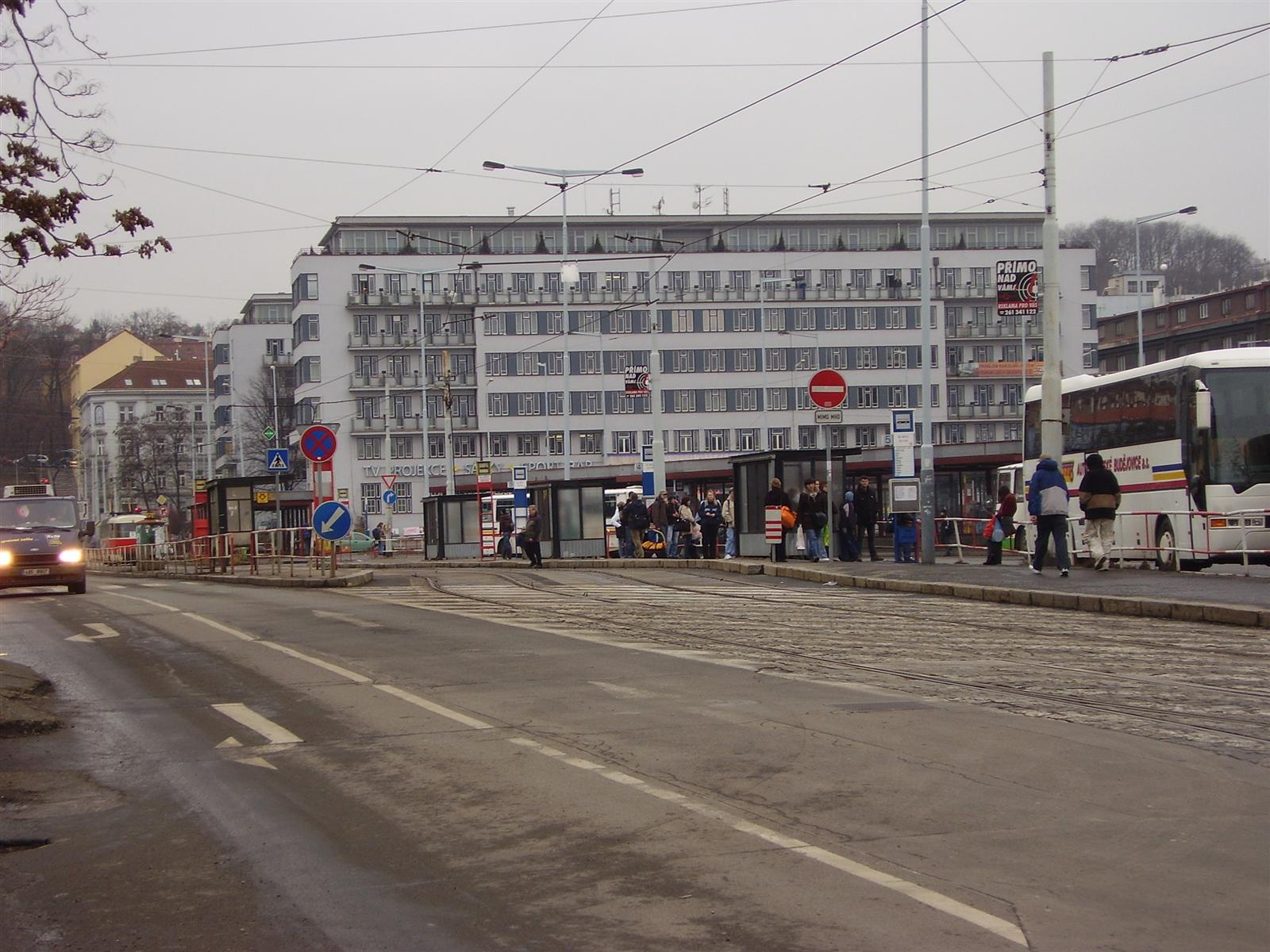
Objekt Ženských domovů

Autobusové stanoviště meziměstské dopravy bylo umístěno v samostatném areálu za tramvajovou tratí, jeho provozovatelem byl závod ČSAD Florenc. Toto autobusové stanoviště převzalo část frekvence z dosavadního autobusového nádraží Smíchov, které bylo umístěno v areálu ČSAD Smíchov (pozdější ČSAD Praha-západ, dnes provozovna Probo Trans Beroun) nedaleko lihovaru (u dnešní tramvajové zastávky ČSAD Smíchov). Vysoké poplatky za užívání tohoto autobusového stanoviště však byly jedním z důvodů, proč jej dopravci postupně opouštěli a sjednali si zřízení zastávek na plochách ve správě Dopravního podniku hl. m. Prahy a Technické správy komunikací hl. m. Prahy. Postupně tak vznikla stanoviště meziměstských linek v okolních ulicích Ostrovského a Stroupežnického, u odvrácené hrany nástupišť tramvajových zastávek, a po prodloužení metra na Nové Butovice a snížení zátěže MHD obsadila meziměstská doprava i třetí z původně městských nástupních hran. Již neužívané meziměstské autobusové stanoviště bylo přeměněno na placené parkoviště.
V současné době z pravé nástupní hrany MHD v hlavním terminálu odjíždějí městské autobusové linky obsluhující Košíře, Motol, Jinonice a Strahov. Ze střední nástupní hrany odjíždějí autobusy směrem na Zlíchov a Dívčí Hrady.

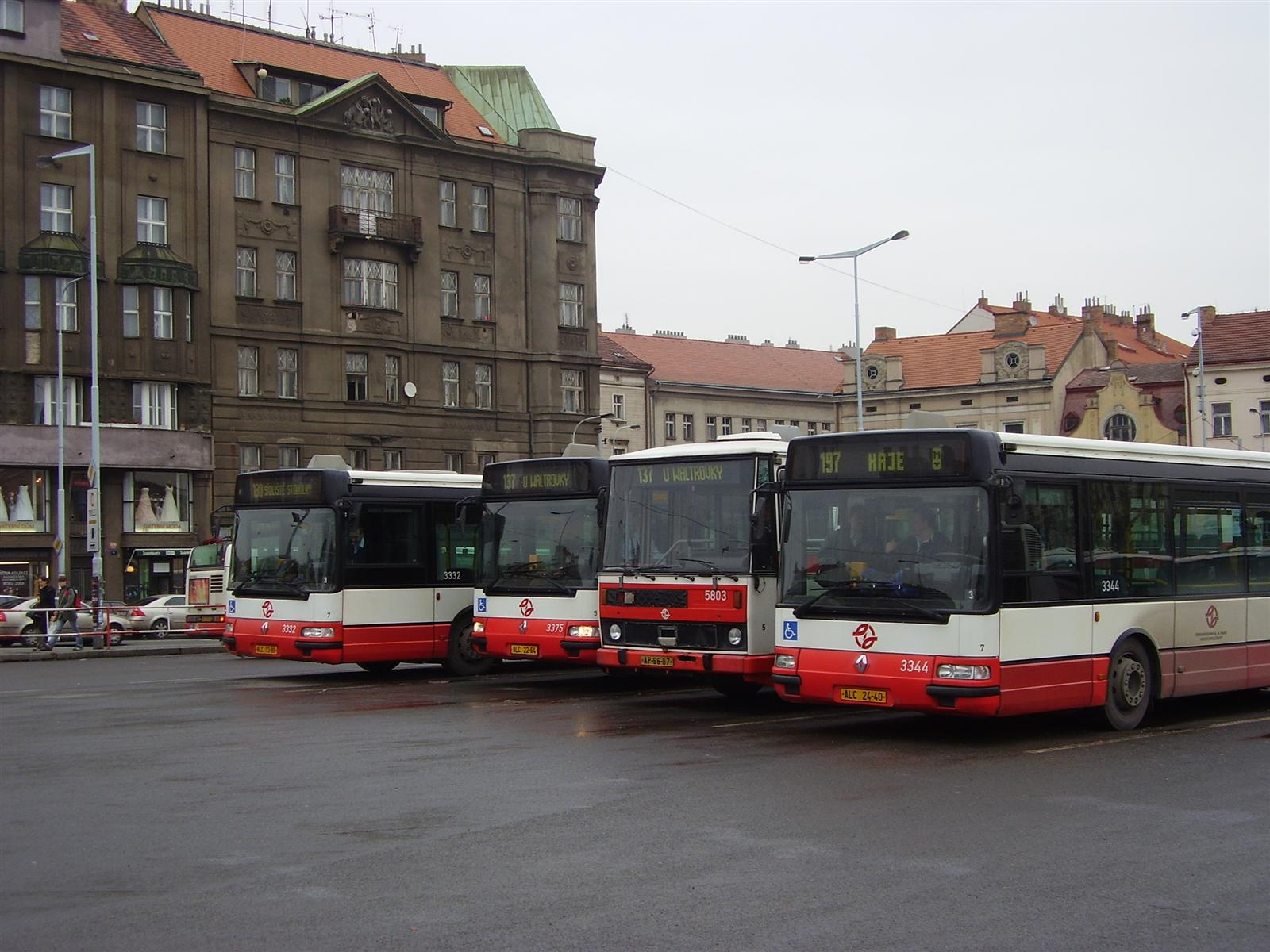
Autobusy MHD na odstavné ploše obratiště

Třetí zastřešenou nástupní hranu (odjezdová stání č. 1 a 2) a protilehlý ostrůvek při tramvajové trati (odjezdová stání č. 3, 4 a 5) užívají různí dopravci pro meziměstskou a dálkovou dopravu směrem do jižních Čech a jižní části středních Čech (zejména do měst Příbram, Rožmitál pod Třemšínem, České Budějovice a Český Krumlov. Regionální autobusy Středočeské integrované dopravy směrem do Dobříši a Příbrami odjíždějí ze zastávek v Ostrovského ulici (stání č. 6 a 7), u zadní části výstupní hrany MHD. V minulosti byla k odjezdům využívána i protilehlá strana Ostrovského ulice (dnes již opuštěná, u tržnice) a prostor ve Stroupežnického ulici před Ženskými domovy (dnes používaný jako hlavní výstupní hrana meziměstské dopravy). Příměstské linky Pražské integrované dopravy do terminálu Na Knížecí nezajíždějí, ale jsou ukončeny v terminálu Smíchovské nádraží. V roce 2008 z Knížecí odjíždějí i dvě málo frekventované mezinárodní linky, do Düsseldorfu a do Kišiněvu.

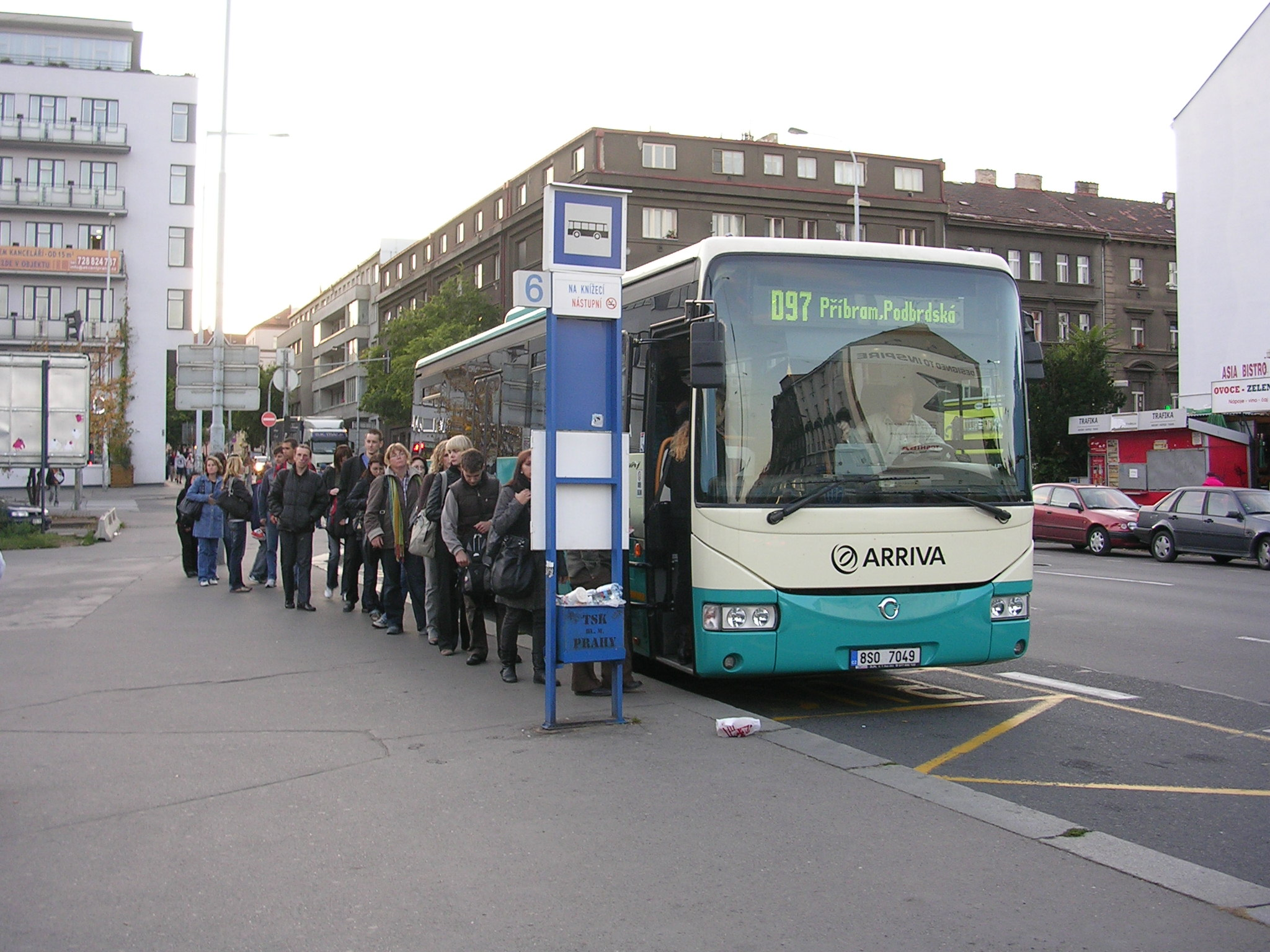
Nástupiště při ulici Ostrovského, autobus linky SID číslo D97 směr Příbram

Meziměstská doprava zde nemá vlastní odbavovací halu a další vybavení, a proto se nejedná o autobusové nádraží, ale jen o autobusové stanoviště. Ve vestibulu metra je předprodejní okénko pro prodej místenek v systému AMS-BUS. Zastávkové sloupky pro meziměstskou dopravu i přehledové informace o odjezdech meziměstských linek jsou ve správě TSK hl. m. Prahy.

## Budoucnost
Opakovaně se objevovaly úvahy o zrušení stanoviště meziměstských autobusů Na Knížecí. V roce 2008 Útvar rozvoje města MHMP zmínil, že do územního plánu navrhuje vybudování velkokapacitního autobusového nádraží v prostoru dosavadního kolejiště v sousedství Městského okruhu s návazností na stanici metra Smíchovské nádraží a železniční stanici Praha-Smíchov.
V dubnu 2014 pražské zastupitelstvo hlasy zastupitelů TOP 09, KSČM a části zastupitelů ODS odsouhlasilo změnu územního plánu podle záměru Sekyra Group na přeměnu pozemků v okolí smíchovského nádraží o ploše 26 hektarů. Autobusové nádraží se podle tohoto plánu má přesunout ke smíchovskému nádraží a stát se součástí dopravního uzlu, který má propojit metro, tramvaje, vlaky, autobusy a parkoviště P+R a jehož součástí má být obchodní centrum. Autobusové nádraží je navržené na střeše budovy třípatrového parkoviště P+R, odkud mají vést eskalátory k železničním nástupištím.
Podle současných plánů se má postupně celý autobusový terminál přesunout nad budoucí zrekonstruované vlakové nádraží Praha-Smíchov. Dojde tak k propojení vlakové, autobusové, tramvajové a podpovrchové dopravy v jednom nádraží. V těsné návaznosti se má navíc nacházet velké parkoviště P+R. V místě současného autobusového stanoviště má vzniknout plnohodnotné náměstí se zelení a prostorem pro kulturní akce. Obklopit ho mají z jižní části obytné budovy nové čtvrti, která vznikne na místě bývalého vlakového odstavného nádraží a průmyslových objektů.

## Kolejová doprava
Tramvajová trať procházející ulicí Za Ženskými domovy byla původně jen manipulační, bez pravidelného provozu. Od 29. listopadu 1997 po ní projížděla tramvajová linka 14, avšak pouze směrem z centra. Při dlouhodobé výluce tramvajové trati k Laurové v letech 2001–2005 zde byla ukončena tramvajová linka číslo 14, později 6. Při obnovení provozu k Laurové v září 2005 se trať přes Knížecí stala provozně součástí tramvajové trati směrem k Radlicím a původní úsek Radlickou ulicí napojený na tramvajovou trať do Řep byl změněn na manipulační. V prvních dvou třetinách roku 2008 byl úsek procházející autobusovým nádražím i úsek v Radlické ulici používán jako smyčka pro zkrácení linky 6 během výstavby tramvajové trati Laurová – Radlická. Do roku 2021 jezdily kolem terminálu linky 7 a 21. Okolo západní části Knížecí prochází tramvajová trať Anděl – Smíchovské nádraží, zastávka Na Knížecí se nachází přibližně 100 metrů od samotného AN.
Tramvajová trať v ulici Za Ženskými domovy byla začátkem roku 2021 oběma směry odpojena od tratě na křižovatce Radlická x Za Ženskými domovy (pouze směr Radlická, DC i ZC) do odvolání. Stále je možné projet úsek Nádražní → Za Ženskými domovy → Radlická směr Řepy a obráceně.
V jižní části lokality se nacházelo odstavné železniční nádraží Praha Smíchov Na Knížecí. Po jeho zrušení se na jeho území nacházelo placené parkoviště, zázemí pro autobusovou dopravu a několik firem. V září 2021 zde již probíhá výstavba bytů a kanceláří.
V roce 2010 byla z důvodu rekonstrukce tramvajové trati do Řep provizorně obnovena jedna kolej jako hlavová koncová železniční zastávka Praha-Smíchov Na Knížecí s napojením na trať do Hostivic (Pražský Semmering). Po dokončení opravy tramvajové trati do Řep byla tato železniční zachována pro trvalý provoz. V roce 2016 došlo k ukončení provozu v této stanici v souvislosti s připravovanou bytovou výstavbou. Prostor stanice byl demolován.